# Портман, Дэниел
Дэ́ниел По́ртман (англ. Daniel Portman, 13 февраля 1992 года, Глазго) — британский актёр. Наиболее известен по роли Подрика Пейна в телесериале канала HBO «Игра престолов».
Поклонники шоу в Твиттере выразили удовлетворение от исполнения актёром этой роли.

## Ранняя жизнь и образование
Дэниел Портман является сыном актёра Рона Донахи. Он родился в Глазго, а вырос в деревне Стратбунго. Дэниел обучался в Академии Шоулэндс (англ. Shawlands Academy) и играл в регби в школе.
Портман получил диплом актёрского мастерства в Колледже Рид-Керр (англ. Reid Kerr College) в Пейсли.

## Фильмография
| Год       |     | Русское название          | Оригинальное название                   | Роль             |
| --------- | --- | ------------------------- | --------------------------------------- | ---------------- |
| 2010      | ф   | Изгнанники                | Outcast                                 | Пол              |
| 2011      | с   | Речной город              | River City                              | Даррен           |
| 2012      | ф   | Доля ангелов              | The Angels' Share                       | друг снайпера №2 |
| 2012—2019 | с   | Игра престолов            | Game of Thrones                         | Подрик Пейн      |
| 2015      | ф   |                           | Wasteland 26: Six Tales of Generation Y | Тед              |
| 2016      | ф   | Путь                      | The Journey                             | Фрэнк            |
| 2016      | кор | Последний ужин            | The Last Supper                         | курьер           |
| 2018      | ф   | В облаке                  | In the Cloud                            | Макс Кавинский   |
| 2019      | ф   | Роберт — король Шотландии | Robert the Bruce                        | Ангус Макдональд |
| 2023      | с   | Чёрное зеркало            | Black Mirror                            | Стюарт Кинг      |

## Награды и номинации
| Награды и номинации | Награды и номинации            | Награды и номинации                             | Награды и номинации | Награды и номинации | Награды и номинации |
| Год                 | Награда                        | Категория                                       | Фильм или сериал    | Результат           | Примечания          |
| ------------------- | ------------------------------ | ----------------------------------------------- | ------------------- | ------------------- | ------------------- |
| 2015                | Премия Гильдии киноактёров США | Лучший актёрский состав в драматическом сериале | Игра престолов      | Номинация           |                     |
| 2016                | Премия Гильдии киноактёров США | Лучший актёрский состав в драматическом сериале | Игра престолов      | Номинация           |                     |
| 2019                | IGN Summer Movie Awards        | Приз зрительских симпатий                       | Игра престолов      | Победа              |                     |
| 2019                | IGN Summer Movie Awards        | Лучший телевизионный ансамбль                   | Игра престолов      | Номинация           |                     |
| 2020                | Премия Гильдии киноактёров США | Лучший актёрский состав в драматическом сериале | Игра престолов      | Номинация           |                     |
| 2020                | CinEuphoria Awards             | Почётная награда                                | Игра престолов      | Победа              |                     |